# Мыслеграфия

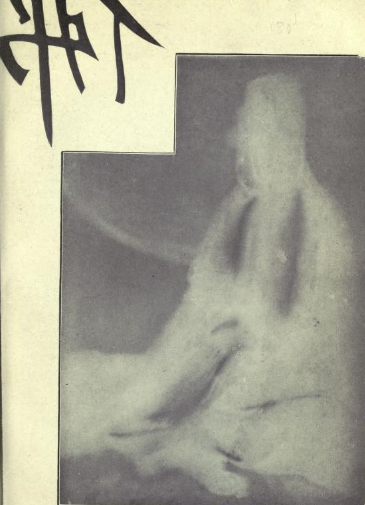
Мыслеграфия, якобы сделанная Томокити Фукураи

Мыслеграфия, также проекционная термография, психокинетическая фотография, психическая фотография, ненграфия, нэнся, ненша (яп. 念写), — предполагаемая способность «выжигать» силой мысли изображения на различных поверхностях, например таких, как фотоплёнка. В английском лексиконе термин thoughtography (мыслеграфия) существует с 1913 года, более поздний термин projected thermography (проекционная термография) — неологизм, происходящий из американского фильма 2002 года «Звонок», ремейка одноимённого японского фильма ужасов 1998 года.

## История
Мыслеграфия появились в конце XIX века под влиянием спиритической фотографии. Но, в отличие от последней, она не имеет никакой связи со спиритизмом. Одной из первых книг, в которых упоминается «психическая фотография», стала книга Артура Брюнеля Чатвуда «The New Photography» (1896). В своей книге Чатвуд описал эксперименты, в которых «изображения предметов на сетчатке человеческого глаза могут так повлиять на неё, что фотографию можно получить, глядя на чувствительную пластинку». Книга была подвергнута критике в обзоре, опубликованном в журнале «Nature».
Исследователь-парапсихолог Хиуорд Каррингтон написал в своей книге «Modern Psychical Phenomena» (1919), что после изучения многие психические фотографии оказываются созданы мошенническим путём с помощью подмены и манипуляций с фотопластинками, двойной печати, двойной экспозиции и химических экранов. Но также Каррингтон заявил, что некоторые фотографии он считает подлинными. Термин «thoughtography» (мыслеграфия) ввёл в начале XX века Томокити Фукараи.
Скептики и профессиональные фотографы считают психические фотографии подделками или результатом недостатков камеры или плёнки, экспозиции, ошибок при обработке плёнки, бликов, отражения от вспышки или химических реакций.

## Известные случаи

### Томокити Фукураи
Около 1910 года, в период интереса к спиритизму в Японии, Томокити Фукураи, доцент кафедры психологии Токийского университета, начал проводить парапсихологические эксперименты на Тидзуко Мифунэ, Икуко Нагао и др. Фукураи опубликовал результаты экспериментов с Нагао, которые показывали, что она якобы была способна телепатически отпечатывать изображения на фотопластинках, эту способность он назвал ненша (нэнся). Когда журналисты нашли нестыковки, доверие к Нагао было подорвано. Позже предполагали, что её болезнь и смерть были вызваны эмоциональными переживаниями по поводу критики. В 1913 году Фукураи опубликовал Clairvoyance and Thoughtography. Книгу подвергли критике за отсутствие научного подхода, её осмеял университет и коллеги Фукураи. В конечном счёте Фукураи ушёл из университета в 1913 году.

### Ева Карьер

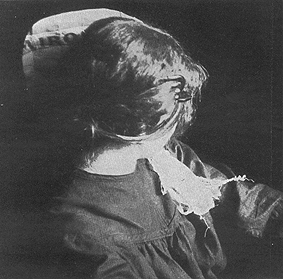
Карьер с поддельной эктоплазмой, изготовленной из французского журнала «Le Miroir».

В начале XX века исследователь-парапсихолог Альберт фон Шренк-Нотцинг изучил медиума Еву Карьер. Он заявил, что её способность материализовать эктоплазму была результатом «идеопластики», с помощью которой медиум может мыслью создавать изображения из эктоплазмы. Шренк-Нотцинг опубликовал книгу «Phenomena of Materialisation» (1923), в которой приводил фотографии эктоплазмы. Критики отметили, что на фотографиях эктоплазмы видны вырезки из журнала, булавки и нитки. Шренк-Нотцинг признал, что в ряде случаев Карьер тайно проносила булавки в комнату для сеансов. Иллюзионист Карлос Мария де Эредиа смог воссоздать эктоплазму Карьер, используя расческу, марлю и носовой платок.
Дональд Уэст написал, что эктоплазма Карьер была подделкой, сделанной из лиц, вырезанных из газет и журналов, на которых, по фотографиям, иногда видны следы сгиба. На фотографии Карьер, сделанной со спины, видно, что эктоплазма сделана из вырезки журнала с буквами «Le Miro», таким образом двумерное лицо было вырезано из французского журнала «Le Miroir». Старые выпуски журнала совпали с некоторыми лицами Карьер из эктоплазмы. Использованные ею вырезки лиц включали Вудро Вильсона, царя Болгарии Фердинанда, французского президента Раймона Пуанкаре и актрисы Моны Дэлза:520.
После того, как Шренк-Нотцинг обнаружил, что Карьер берёт эктоплазмовые лица из журналов, он встал на её защиту, утверждая, что она читала журнал, а когда она вспоминала изображения, они материализовались в эктоплазму. Шренк-Нотцинга описывали как доверчивого человека. Джозеф Маккейб написал «в Германии и Австрии, Барон фон Шренк-Нотцинг — посмешище среди своих коллег-медиков».

### Тед Сериос
В 1960-х был известен житель Чикаго Тед Сериос, гостиничный администратор под пятьдесят лет, который мог создавать изображения на снимках Polaroid с помощью телекинеза. Денверский психиатр Жюль Эйзенбуд (1908—1999) написал о нем книгу «Мир Теда Сериоса: изучение „мыслеграфии“ незаурядного ума» (1967), в которой доказывал подлинность экстрасенсорных способностей Сериоса. Однако профессиональные фотографы раскрыли, что Сериос использовал ловкость рук.

### Масуаки Киёта
Масуаки Киёта — японская экстрасенс, которая якобы владела телекинезом:198. Киету изучили в Лондоне на телеканале Granada Television, результаты были отрицательными. Было обнаружено, что при жестком контроле ей не удавалось спроецировать мысленные образы на пленку, но она достигала успеха только, когда ее оставляли одну с пленкой как минимум на 2 часа:198.
По словам фокусника и скептика мыслеграфии Джеймса Рэнди, «полароидные снимки Киёты, видимо, создавались путем предварительного экспонирования пленки, поскольку было отмечено, что она приложила большие усилия, чтобы получить пленку и остаться одной». В телевизионном интервью 1984 года Киёта призналась в мошенничестве.

### Ури Геллер
В 1995 году знаменитый экстрасенс Ури Геллер на своих выступлениях начал показывать мыслеграфический трюк с 35-мм камерой. Геллер делал снимки своего лба, при этом объектив камеры оставался закрытым крышкой. Затем снимки проявляли, и на них обнаруживались изображения. Геллер утверждал, что они исходили из его разума:313. Джеймс Рэнди утверждал, что Геллер выполнил трюк, используя «портативное оптическое устройство» или делая фотографию на уже экспонированной пленке:313.